# Batman: Arkham Origins Blackgate
Batman: Arkham Origins Blackgate é um videojogo em 2.5D, produzido pela Armature Studio e editado pela Warner Bros. Interactive Entertainment para Nintendo 3DS e PlayStation Vita a 25 de Outubro de 2013. Baseado no super herói da DC Comics, Batman, em Blackgate os acontecimentos ocorrem depois do jogo Batman: Arkham Origins. Nenhuma da tecnologia usada nas consolas foi usada em Blackgate, com tudo a ser construído de raiz pela Armature Studio. Uma versão melhorada do jogo, a Deluxe Edition, estará disponível para PlayStation 3, Xbox 360, Wii U e Microsoft Windows a 2 de Abril de 2014.

## Jogabilidade

Batman a executar um pontapé em voo a partir de um ponto de vantagem, uma das características incorporadas de outros jogos da série Arkham.

Batman: Arkham Origins Blackgate, tem características iguais às das consolas como o modo detective, stealth e combate em fre-flow. Apesar de ser um jogo principalmente em 2D, o jogador pode interagir com objectos tanto no segundo plano como em primeiro plano, como usar as gárgulas para criar uma posição elevada ou destruir superfícies com o gel explosivo, ou por exemplo saltar para locais de fundo enquanto os inimigos passam no cenário à frente. Batman não poderá evoluir como nos jogos anteriores, todas a evoluções vêm de upgrades e kits que o jogador vai recebendo pelos níveis de jogo.
O sistema de combate free-flow presente nos outros jogos Arkham foi totalmente reconstruido. Batman continua a mover-se da esquerda para a direita, mas tem a habilidade de estar em primeiro plano e no segundo plano do cenário. Foram acrescentadas novas características aos modos predador/detective. Os jogadores conseguirão ver as linhas de visão dos seus inimigos, que permite desde logo saber se Batman está ou não a ser visto. Em modo detective, Batman muda de cor com base na sua proximidade, ou com base no ponto em que está perto de ser visto. Pontos de vantagem, as grades no chão, ataques silenciosos, pontapés em voo, o uso de armas e as paredes destructiveis também estão incluídos. O desenho dos niveis permite aos jogadores enfrentar os chefes do jogo em qualquer ordem ou em qualquer altura. O jogo usa um sistema de pontos de controlo para guardar o progresso, bem como a opção de guardar em qualquer altura ou lugar.

## Sinopse
Batman: Arkham Origins Blackgate decorre após o final de Origins, numa ilha isolada na penitenciária de Blackgate onde decorre um motim. O início do jogo é feito em Gotham e Batman é chamado á prisão para tentar colocar um fim aos tumultos.

## Desenvolvimento
O jogo foi anunciado na capa da edição de Maio de 2013 da revista Game Informer, a 9 de Abril de 2013. Mark Pacini, director do jogo, revelou que o jogo está em produção desde o começo de 2012. Como grande parte da equipa veio da Retro Games, que já tinham trabalhado em jogos da série Metroid Prime, Origins Blackgate tem um aspecto e uma construção similar a esses jogos. Nenhuma tecnologia usada nos consoles foram usadas em Blackgate, com tudo a ser construído de raiz pela Armature. As animações 2D foram feitas pela Armature e terão vozes. Porque decorre depois dos eventos de Arkham Origins, a Armature Studio está a trabalhar de muito perto com a WB Montreal para permitir que os jogos possam ser jogados em qualquer ordem, sem estragar ou revelar qualquer parte da história de ambos.